# Jock Gibson
John Henry Fawdon „Jock” Gibson (ur. 21 marca 1921 w Hurlstone Park, zm. 4 grudnia 1994) – australijski szermierz. Reprezentant kraju podczas Igrzysk Olimpijskich 1952 w Helsinkach. Na Igrzyskach uczestniczył w turniejach: indywidualnym i drużynowym florecistów, indywidualnym szpadzistów oraz indywidualnym i drużynowym szablistów. W każdym odpadł w pierwszej rundzie.
Zdobył brązowy medal w drużynowym turnieju szabli na igrzyskach Imperium Brytyjskiego w 1950 w Auckland.